# Војеводеаса (Сучава)
Војеводеаса (рум. Voievodeasa) насеље је у Румунији у округу Сучава у општини Сучевица. Oпштина се налази на надморској висини од 512 m.

## Становништво
Према подацима из 2002. године у насељу је живело 1219 становника.

### Попис2002.
| Расподела становништва по националности 2002.‍ | Расподела становништва по националности 2002.‍ | Расподела становништва по националности 2002.‍ | Расподела становништва по националности 2002.‍ | Расподела становништва по националности 2002.‍ |
| --------------------------------------------- | --------------------------------------------- | --------------------------------------------- | --------------------------------------------- | --------------------------------------------- |
|                                               |                                               |                                               |                                               |                                               |
| Румуни                                        | Румуни                                        |                                               | 999                                           | 82,0%                                         |
| Роми                                          | Роми                                          |                                               | 213                                           | 17,5%                                         |
| Немци                                         | Немци                                         |                                               | 7                                             | 0,6%                                          |